# Simo
Simo [ˈsimɔ] ist eine Gemeinde im finnischen Teil Lapplands. Sie liegt nahe der Mündung des Flusses Simojoki in die Ostsee.
Die Gemeinde Simo umfasst die Orte Maksniemi, Alaniemi, Simonkylä, Simoniemi, Viantie, Tainijoki, Yli-Kärppä, Hamari und Pömiö. Der moderne Ortskern entwickelte um den Bahnhof Simos an der Strecke zwischen den Städten Kemi und Oulu. Der alte Siedlungskern ist Simonkylä auf einer ehemaligen Insel im Delta des Simojoki. Dort befindet sich auch eine sehenswerte Kirche aus dem Jahr 1856.

## Wappen
Beschreibung: In Blau vier zum gemeinen Kreuz gestellte silberne Fischschwänze.

## Politik
Wie allgemein in den ländlichen Gegenden Nordfinnlands ist auch in Simo die Zentrumspartei die stärkste politische Kraft. Bei der Kommunalwahl 2008 erhielt sie knapp über die Hälfte der Stimmen und verfügt im Gemeinderat, der höchsten Entscheidungsinstanz bei lokalen Angelegenheiten, mit 12 von 21 Sitzen über eine absolute Mehrheit. Zweitstärkste Kraft ist das Linksbündnis, das wie allgemein in Lappland überproportional stark vertreten ist. Es konnte ein Viertel der Stimmen auf sich vereinen und hat fünf Sitze im Gemeinderat inne. Die Sozialdemokraten und die Nationale Sammlungspartei spielen, obgleich landesweit zu den drei großen Parteien gehörend, in Simo mit Wahlergebnissen um zehn Prozent und jeweils zwei Abgeordneten im Gemeinderat kaum marginale Rolle. Weiterhin trat die Kommunistische Partei in Simo an, verfehlte aber den Einzug in den Gemeinderat.
| Partei                    | Wahlergebnis 2008 | Sitze |
| ------------------------- | ----------------- | ----- |
| Zentrumspartei            | 51,9 %            | 12    |
| Linksbündnis              | 25,4 %            | 5     |
| Nationale Sammlungspartei | 11,4 %            | 2     |
| Sozialdemokraten          | 9,5 %             | 2     |

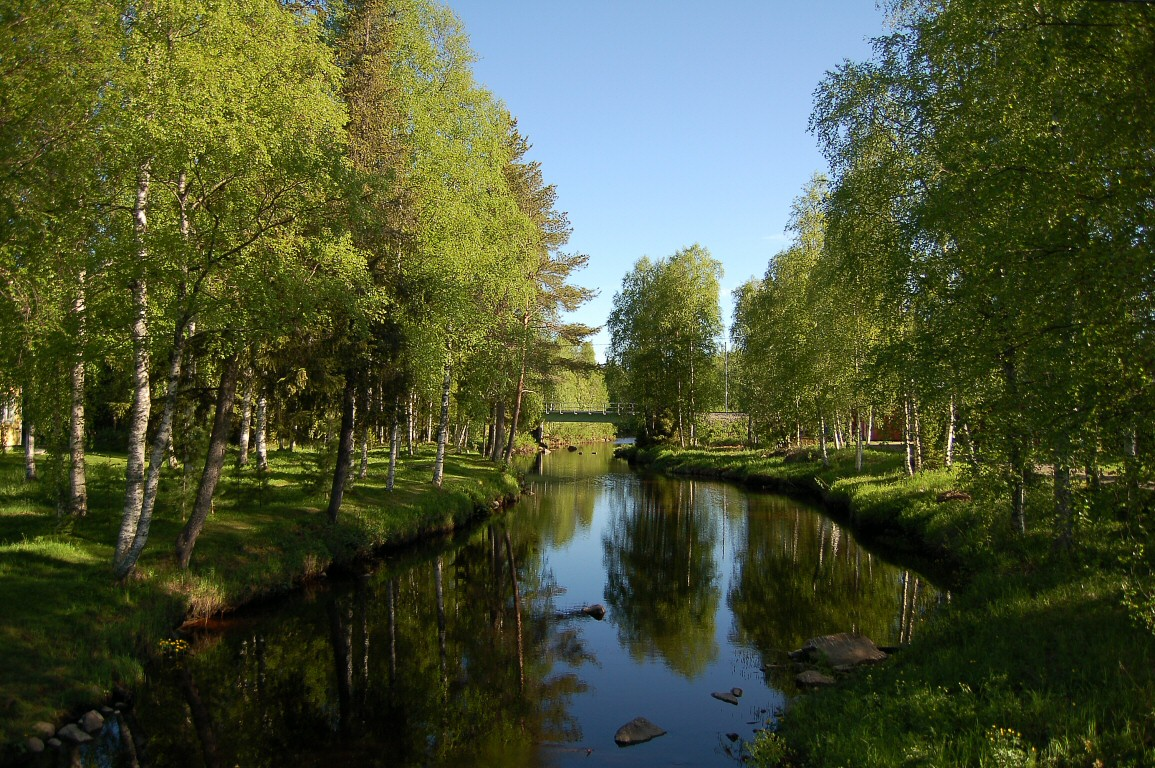
Der Viantiejoki-Fluss in Simo
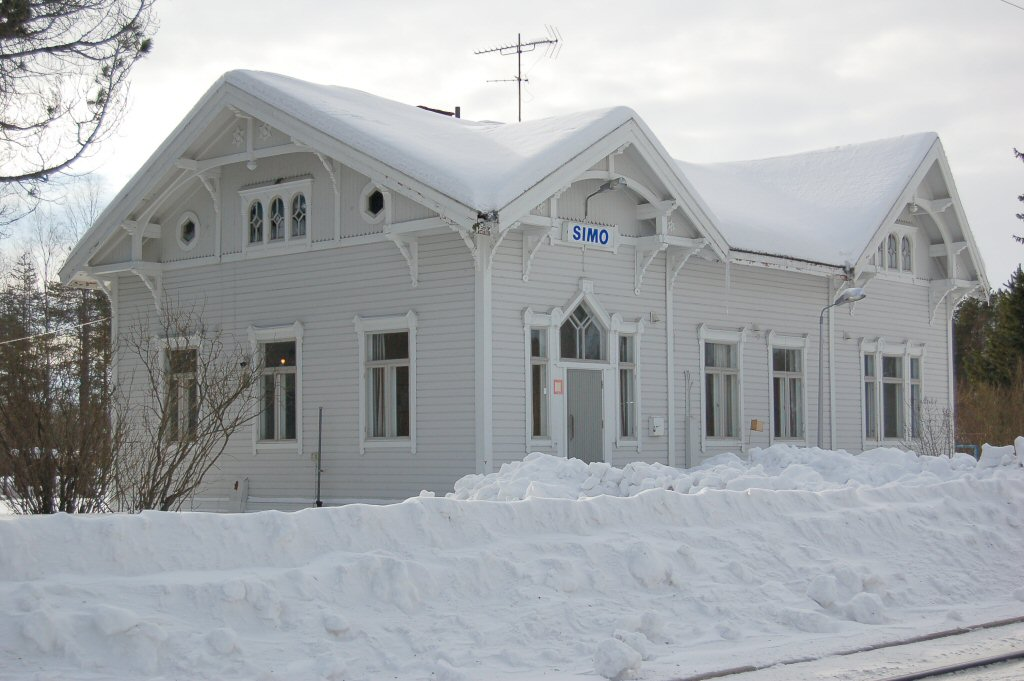
Der Bahnhof von Simo
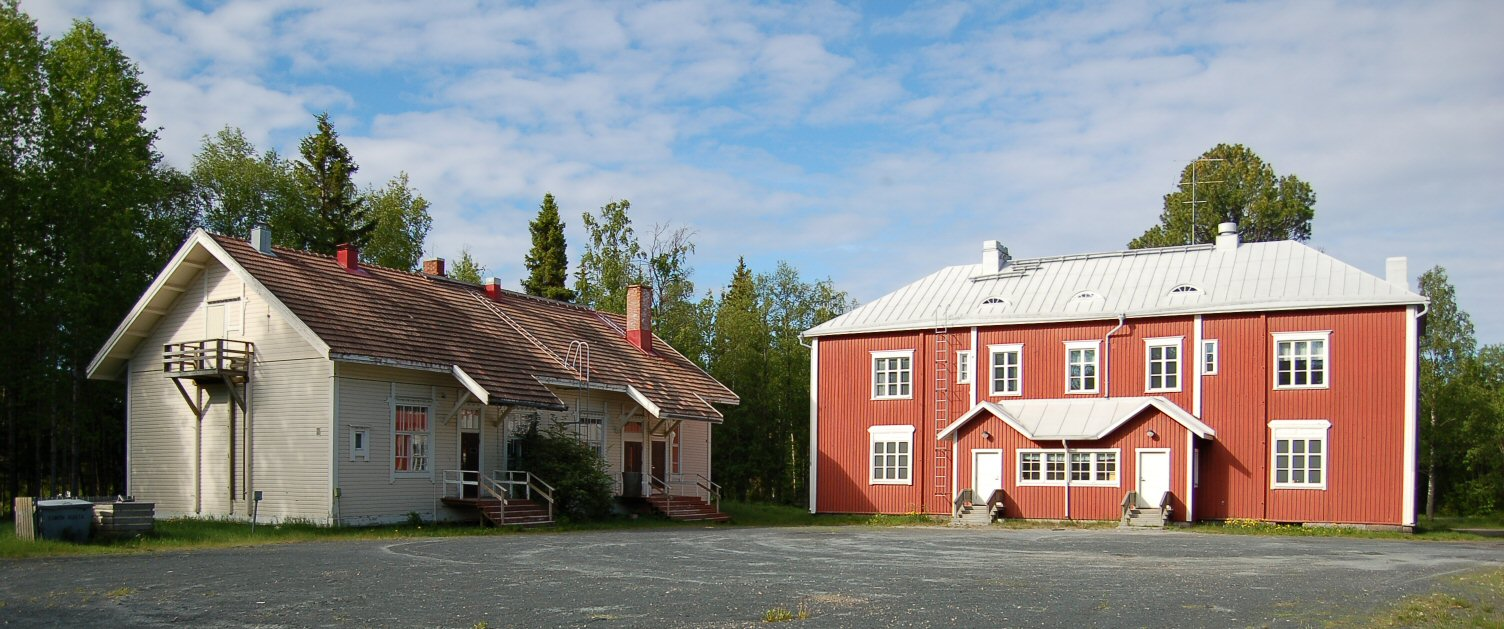
Schule von Simo

## Persönlichkeiten
- Martti Miettunen (1907–2002), Politiker und Ministerpräsident